# Nioh 2
Nioh 2 — компьютерная игра в жанре Action/RPG, разработанная японской студией Team Ninja и издаваемая компаниями Koei Tecmo и Sony Interactive Entertainment для PlayStation 4. Выход игры состоялся 13 марта 2020 года. ПК-версия игры, а также переиздание для PlayStation 5, включающие весь дополнительный контент, выпущены 5 февраля 2021 года.

## Игровой процесс
Как и в предыдущей части, Nioh 2 является ролевой игрой, но, в отличие от Nioh, здесь игрок может создавать своего собственного игрового персонажа, который стал духом ёкай. Персонаж оснащён различными видами оружия, такими как катана, кусаригама, одати и т.д, и по мере прохождения игры получает новые навыки.
В локациях находятся специальные мечи других игроков, воткнутых в землю. Подойдя к ним, игрок может вызвать других игроков, которые управляются искусственным интеллектом. В игре также присутствует кооперативный многопользовательский режим для трёх игроков.

## Сюжет
Действие игры происходит в конце 1500-х годов. Таким образом, игра является приквелом к первой Nioh. Герой борется против Ёкаев и различных исторических личностей из истории Японии (Ода Нобунага, Санада Юкимура, Исида Мицунари,Саката Кинтоки, Гашадакуро, Юки-онна, Дзёрогумо и другие)

## Разработка и анонс
Игра была анонсирована на E3 2018 во время пресс-конференции Sony. Открытое бета-тестирование проходило с 1 по 10 ноября 2019 года, и в течение этого периода, игроки могли получить бесплатный косметический предмет в день выхода игры, выход которой состоялся 13 марта 2020 года для PlayStation 4. С 28 февраля по 2 марта была доступна последняя демоверсия игры, в которой было всего три миссии.

## Отзывы критиков
| Сводный рейтинг    | Сводный рейтинг |
| Агрегатор          | Оценка          |
| ------------------ | --------------- |
| Metacritic         | 85/100          |
| Иноязычные издания |                 |
| Издание            | Оценка          |
| Destructoid        | 9/10            |
| Edge               | 7/10            |
| EGM                | 8/10            |
| Game Informer      | 8,5/10          |
| GameRevolution     | [ 14 ]          |
| GameSpot           | 8/10            |
| GamesRadar+        | [ 16 ]          |
| IGN                | 9/10            |

Nioh 2 получила положительные отзывы от критиков и игроков.